# Hélène de Bie
Hélène de Bie, geborene Vandenbril (* 11. Dezember 1896; † 19. Oktober 1983) war eine belgische Pfadfinderin und Judenretterin. Sie wurde 2002 zusammen mit ihrem Mann Benoît de Bie († 1972) als Gerechte unter den Völkern ausgezeichnet.

## Leben
Hélène Vandenbril arbeitete ehrenamtlich in der katholischen Pfadfinderinnenorganisation der Schwestern Marcelle und Madeleine De Meulemeester. Nachdem Belgien 1940 von der Wehrmacht besetzt worden war und die Deportation jüdischer Belgier begonnen hatte, beschlossen sie, zu  deren Rettung beizutragen.
Im Oktober 1942 wandte sich Abt Buisseret des Klosters in Saint-Gilles an die Schwestern De Meulemeester und bat um Hilfe für Henri Szlamovicz (* 21. Juni 1942), einen damals fünf Monate alten jüdischen Jungen. Hélène Vandenbril traf sich mit der Mutter und deren damals neun Jahre alten Tochter Rachel in Brüssel. Die Mutter übergab dieser ihren fünf Monate alten Sohn. Die ältere Tochter, Rachel Szlamovicz, wurde in einem Kloster versteckt. Sie besuchte ihren kleinen Bruder noch eine Zeitlang. Die Eltern der Kinder tauchten unter, wurden aber im Oktober 1943 inhaftiert.
Die Mutter Henri Szlamovicz’ wurde 1944 im KZ Auschwitz ermordet. Der Vater Abraham Szlamovicz war zunächst im Lager Fort Breendonk inhaftiert. Später kam er ins SS-Sammellager Mechelen.
Hélène Vandenbril heiratete Benoît de Bie, einen belgischen Offizier, und zog mit ihm nach Antwerpen. Das kinderlose Ehepaar zog Henri Szlamovicz wie einen eigenen Sohn auf. Er nannte sie „Tantchen“ und „Onkel Ben“. Sie erinnerten ihn stets daran, dass sie nicht seine leiblichen Eltern seien und diese ihn wieder heimholen würden.
Abraham Szlamovicz holte nach seiner Befreiung im September 1944 seine Tochter Rachel zu sich. Die Spur zu seinem Sohn hatte sich verloren, denn Abt Buisseret war inzwischen gestorben. Rachel Szlamovicz erinnerte sich an die Schwestern De Meulemeester, die dem Vater die Antwerpener Adresse des Ehepaars de Bie gaben. Diese lebten nun bei der Familie von Hélène de Bie auf dem Land. Dort traf der Vater nach Jahren wieder seinen Sohn. Abraham Szlamovicz ließ ihn zunächst bei den de Bies, um sich ein neues Leben aufzubauen. 1948 holte er seinen Sohn bei ihnen ab und lebte  mit Tochter und Sohn bis 1950 in Bolivien. Benoît de Bie starb 1972, seine Frau 1983. Henri Szlamovicz, später Zvi Slmovic, blieb mit Hélène de Bie bis zu deren Tod brieflich und durch Besuche in Verbindung.
Am 22. April 2002 wurden Hélène und Benoît de Bie als Gerechte unter den Völkern” von Yad Vashem ausgezeichnet.